# Lau Lauritzen Jr.
Pour les articles homonymes, voir Lau Lauritzen (homonymie) et Lau.
Lau Lauritzen Jr. est un réalisateur danois né le 26 juin 1910 à Vejle au Danemark et décédé le 12 mai 1977 au Danemark. Il est le fils de Lau Lauritzen Sr., également réalisateur.

## Filmographie partielle
- 1942 : Princesse des faubourgs (Afsporet)
- 1945 : La terre sera rouge (De røde enge)
- 1948 : Støt står den danske sømand
- 1950 : Café Paradis
- 1951 : Det sande ansigt
- 1953 : Farlig ungdom
- 1967 : Mig og min lillebror